# G20
G20 (ali G-20 ali Group of Twenty (angl. Skupina dvajsetih)) je ime za mednarodna skupinska srečanja vlad in guvernerjev centralnih bank 20 največjih svetovnih gospodarstev. Ustanovljena leta 1999, se skupina dogovarja o temah, povezanih z izzivi in napredkom mednarodne finančne stabilnosti. Z delovanjem naj bi odgovorila na izzive, ki presegajo pristojnosti držav članic ali drugih organizacij. Vodje vlad ali predsedniki držav se priložnostno posvetujejo na srečanjih od prvega leta 2008 naprej, zaradi razširitve tematik pa se zadnja leta na ločenih srečanjih sestajajo tudi finančni in zunanji ministri.
Članice so 19 samostojnih držav ter Evropska skupnost (EU). EU predstavljajo Evropska komisija in Evropska centralna banka. Skupaj gospodarstva držav članic skupine G20 predstavljajo 85 % bruto svetovnega proizvoda, 80 % svetovne trgovine (75 %, če izvzamemo notranjo trgovino EU), in dve tretjini svetovnega prebivalstva.
Z rastjo pomena skupine po uvodnem srečanju leta 2008 so vodje 25.9.2009 naznanili, da bo skupina G20 nadomestila skupino G8 kot glavno gospodarsko posvetovalno telo premožnejših držav. Od nastanka dalje so skupina G20 in njene članice tarča kritik številnih razumnikov, njihova srečanje pa prizorišča protestov levičarskih in anarhističnih skupin.
Vodje skupine G20 so se med leti 2009 in 2010 srečevali polletno, od leta 2011 pa letno.

## Države članice
| Država              | Pozicija vodje               | Vodja                          |
| ------------------- | ---------------------------- | ------------------------------ |
| Argentina           | Predsednik                   | Alberto Fernández              |
| Avstralija          | Predsednik vlade             | Anthony Albanese               |
| Brazilija           | Predsednik                   | Luiz Inácio Lula da Silva      |
| Kanada              | Predsednik vlade             | Justin Trudeau                 |
| Kitajska            | Predsednik                   | Ši Džinping                    |
| Kitajska            | Generalni sekretar CK        | Ši Džinping                    |
| Francija            | Predsednik                   | Emmanuel Macron                |
| Indija              | Predsednik vlade             | Narendra Modi                  |
| Indonezija          | Predsednik                   | Joko Widodo                    |
| Italija             | Predsednik vlade             | Mario Draghi                   |
| Japonska            | Predsednik vlade             | Fumio Kišida                   |
| Južna Koreja        | Predsednik                   | Yoon Suk-yeol                  |
| Mehika              | Predsednik                   | Andrés Manuel López Obrador    |
| Nemčija             | Kancler                      | Olaf Scholz                    |
| Rusija              | Predsednik                   | Vladimir Putin                 |
| Saudova Arabija     | Kralj                        | Salman bin Abdulaziz Al Saud   |
| Južna Afrika        | Predsednik                   | Cyril Ramaphosa                |
| Turčija             | Predsednik                   | Recep Tayyip Erdoğan           |
| Združeno kraljestvo | Predsednik vlade             | Keir Starmer                   |
| ZDA                 | Predsednik                   | Joe Biden                      |
| Afriška unija       | Komisar za ekonomske zadeve  | Azali Assoumani in Moussa Faki |
| Evropska unija      | Predsednik Evropskega sveta  | Charles Michel                 |
| Evropska unija      | Predsednik Evropske komisije | Ursula von der Leyen           |

## Rotacija vodstva
Odločitev, v kateri izmed 19+EU držav bo vsakoletno srečanje, je odvisna od pripadnosti eni izmed pet skupin po štiri države:
| Skupina 1                                                         | Skupina 2                                  | Skupina 3                        | Skupina 4                                            | Skupina 5                                         |
| ----------------------------------------------------------------- | ------------------------------------------ | -------------------------------- | ---------------------------------------------------- | ------------------------------------------------- |
| - Avstralija - Kanada - Saudova Arabija - Združene države Amerike | - Indija - Rusija - Južna Afrika - Turčija | - Argentina - Brazilija - Mehika | - Francija - Nemčija - Italija - Združeno kraljestvo | - Kitajska - Indonezija - Japonska - Južna Koreja |

## Seznam srečanj
| #                                                                           | Datum                           | Država gostiteljica | Mesto                        | Lokacija                                  | Predsedujoči         | Referenca            | Spletna stran                              |
| --------------------------------------------------------------------------- | ------------------------------- | ------------------- | ---------------------------- | ----------------------------------------- | -------------------- | -------------------- | ------------------------------------------ |
| 1.                                                                          | 14.–15. november 2008           | ZDA                 | Washington, D.C.             | National Building Museum                  | George W. Bush       | [ 14 ]               |                                            |
| 2.                                                                          | 2. april 2009                   | Združeno kraljestvo | London                       | ExCeL London                              | Gordon Brown         | [ 15 ]               |                                            |
| 3.                                                                          | 24.–25. september 2009          | ZDA                 | Pittsburgh                   | David L. Lawrence Convention Center       | Barack Obama         | 2                    |                                            |
| 4.                                                                          | 26.–27. junij 2010              | Kanada              | Toronto                      | Metro Toronto Convention Centre           | Stephen Harper       | [ 17 ] [ 18 ]        |                                            |
| 5.                                                                          | 11.–12. november 2010           | Južna Koreja        | Seul                         | COEX Convention & Exhibition Center       | Li Mjung-bak         | [ 19 ]               |                                            |
| 6.                                                                          | 3.–4. november 2011             | Francija            | Cannes                       | Palais des Festivals                      | Nicolas Sarkozy      | [ 20 ] [ 21 ]        |                                            |
| 7.                                                                          | 18.–19. junij 2012              | Mehika              | San José del Cabo, Los Cabos | Los Cabos International Convention Center | Felipe Calderón      | [ 22 ] [ 23 ] [ 24 ] |                                            |
| 8.                                                                          | 5.–6. september 2013            | Rusija              | Sankt Peterburg              | Konstantinovski dvorec                    | Vladimir Putin       | [ 25 ] [ 26 ] [ 27 ] | Arhivirano 2013-09-21 na Wayback Machine.1 |
| 9.                                                                          | 15.–16. november 2014           | Avstralija          | Brisbane                     | Brisbane Convention & Exhibition Centre   | Tony Abbott          | [ 28 ]               |                                            |
| 10.                                                                         | 15.–16. november 2015           | Turčija             | Serik, Antalya               | Regnum Carya Hotel Convention Centre      | Recep Tayyip Erdoğan | [ 29 ] [ 30 ]        |                                            |
| 11.                                                                         | 4.–5. september 2016            | Kitajska            | Hangdžov                     | Hangzhou International Exhibition Centre  | Ši Džinping          | [ 26 ] [ 29 ] [ 31 ] |                                            |
| 12.                                                                         | 7.–8. julij 2017                | Nemčija             | Hamburg                      | Hamburg Messe                             | Angela Merkel        | [ 26 ] [ 29 ]        |                                            |
| 13.                                                                         | 30. november – 1. december 2018 | Argentina           | Buenos Aires                 | Costa Salguero Center                     | Mauricio Macri       | [ 32 ] [ 33 ]        |                                            |
| 14.                                                                         | 28.–29. junij 2019              | Japonska            | Osaka                        | Intex Osaka                               | Šinzo Abe            | [ 34 ] [ 35 ]        |                                            |
| 15.                                                                         | 21.–22. november 2020           | Saudova Arabija     | Riad                         | virtualna konferenca                      | King Salman          | [ 36 ] [ 37 ]        |                                            |
| 16.                                                                         | 30.–31. oktober 2021            | Italija             | Rim                          | EUR New Convention Center                 | Mario Draghi         | [ 38 ] [ 39 ]        | b20italy2                                  |
| 17.                                                                         | 15.–16. november 2022           | Indonezija          | Bali                         | Bali Nusa Dua Convention Center           | Joko Widodo          | [ 41 ]               |                                            |
| 18.                                                                         | 9.–10. september 2023           | Indija              | Delhi                        | Pragati Maidan                            | Narendra Modi        | [ 41 ]               |                                            |
| 19.                                                                         | TBD 2024                        | Brazilija           | TBD                          | TBD                                       | TBD                  | [ 43 ] [ 41 ]        |                                            |
| 1 Spletna stran Ruske vlade za Vrh G20 2013 2 Uradna spletna stran Vrha G20 |                                 |                     |                              |                                           |                      |                      |                                            |